# Преобразование Хаусхолдера
Преобразование Хаусхолдера (оператор Хаусхолдера) — линейное преобразование {\displaystyle H_{u}} векторного пространства {\displaystyle V}, которое описывает его отражение относительно гиперплоскости, проходящей через начало координат.
Использовалось в работе американского математика Элстона Скотта Хаусхолдера 1958 года.
Широко применяется в линейной алгебре для QR-разложения матрицы.

## Определения
Пусть гиперплоскость описывается единичным вектором {\displaystyle u}, который ортогонален ей, а {\displaystyle \langle \cdot ,\cdot \rangle } — скалярное произведение в {\displaystyle V}, тогда
{\displaystyle H_{u}(x)=x-2\langle x,u\rangle u}
называется оператором Хаусхолдера.
Матрица Хаусхолдера имеет вид:
{\displaystyle H=I-2uu^{\dagger }.}
В русскоязычной литературе она также называется матрицей отражения.

## Свойства
- Матрица Хаусхолдера является эрмитовой: {\displaystyle H=H^{\dagger }.}
- Матрица Хаусхолдера является унитарной: {\displaystyle H^{\dagger }H=I.}
- Матрица Хаусхолдера является инволюцией: {\displaystyle H^{2}=I}.
- Преобразование Хаусхолдера имеет одно собственное значение, равное {\displaystyle -1}, которое соответствует собственному вектору {\displaystyle u}, все другие собственные значения равны {\displaystyle 1}.
- Определитель матрицы Хаусхолдера равен {\displaystyle -1}.